# Saranda

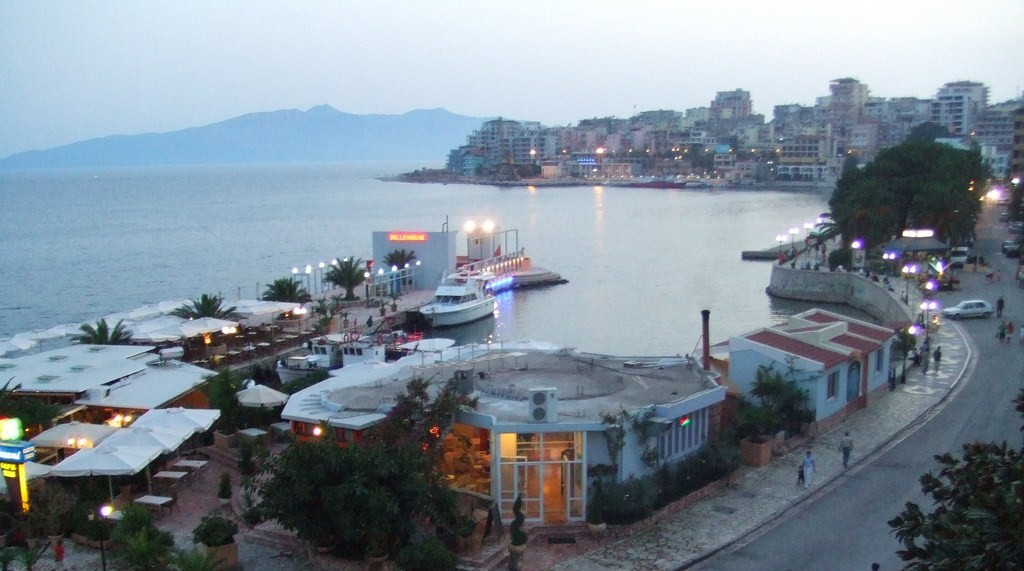
Portul turistic din Saranda

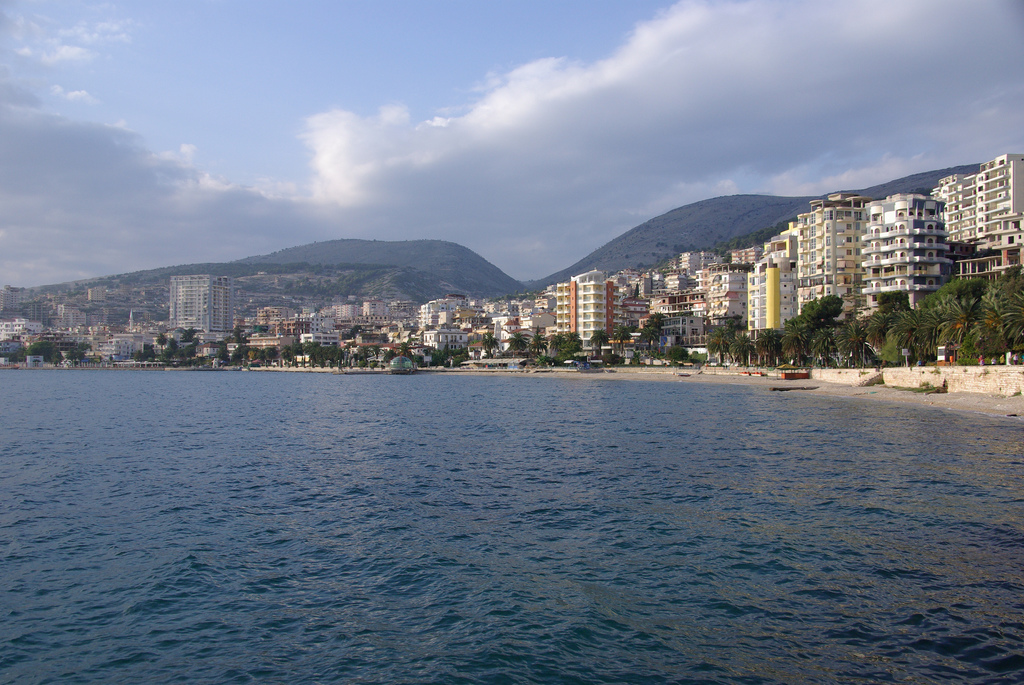
Vedere dinspre marea Ionică

Saranda este un oraș din Albania. Referitor la Sfinții mucenici, denumirea sa înseamnă „patruzeci” în limba greacă (localitatea fiind, până în prima jumătate a secolului XX, grecească din punct de vedere istoric și etnic).
Se află la o altitudine de 0 m deasupra nivelului mării. Are o suprafață de 58,96 km². Populația este de 41.000 locuitori, determinată în 2017, prin recensământ, pe criteriul de oraș.
Acesta a fost administrat de România. 